# 북평로
 북평로(Bukpyeong-ro)는 경상북도 안동시 북후면 오산교차로에서 영주시 평은면까지 이어주는 도로이다.

## 주요 경유지
경상북도
- 안동시 (북후면) - 영주시 (평은면)

## 노선
| 이름          | 접속 노선                          | 소재지 | 소재지 | 비고 |
| ------------- | ---------------------------------- | ------ | ------ | ---- |
| 오산 교차로   | 국도 제5호선 (경북대로) 이하오산로 | 안동시 | 북후면 |      |
| 오산삼거리    |                                    | 안동시 | 북후면 |      |
| 제2서후교     |                                    | 안동시 | 북후면 |      |
| 저전삼거리    | 지방도 제924호선 (풍산태사로)      | 안동시 | 북후면 |      |
| 도촌 교차로   | 국도 제5호선 (경북대로)            | 안동시 | 북후면 |      |
| 장기1교       |                                    | 안동시 | 북후면 |      |
| 옹천삼거리    | 산북로                             | 안동시 | 북후면 |      |
| 옹천교        |                                    | 안동시 | 북후면 |      |
| 지곡 교차로   | 국도 제5호선 (경북대로) (녹지로)   | 영주시 | 평은면 |      |
| 녹지로와 직결 |                                    |        |        |      |

## 주요 건물 및 시설
- 광평 알뜰주유소 (북평로 424-3/광평리 42-1)
- 농협 북안동농협 본점 (북평로 855/옹천리 512-1)
- 북후면 보건지소 (북평로 875/광평리 557-2)
- 북후파출소 (북평로 897/옹천리 577-11)
- 운곡보건진료소 (북평로 1099/지곡리 534-1)